# Eiphosoma batatae
Eiphosoma batatae là một loài tò vò trong họ Ichneumonidae.